# Graphetik
Graphetik ist eine Wissenschaftsdisziplin, die sich mit den verschiedenen Typen von Schriftsystemen und ihren unterschiedlichen Gestaltungen befasst. Dabei wird Handschrift von Druckschrift, Kurzschrift (Stenografie) von sog. Langschrift unterschieden. Zum Gegenstandsbereich der Graphetik gehören auch die unterschiedlichen Schreibweisen und Schrifttypen, die sich im Lauf der Jahrhunderte abgewechselt haben (gotische Schrift, Fraktur, Sütterlinschrift, lateinische Schrift) sowie die Bildschirmtypo- und -piktografien, dabei gerade auch nicht-einzelsprachgebundene Bilder- und Zeichenschriften.

## Zur Terminologie
Der Begriff Graphetik ist in Analogie zu dem Begriff Phonetik gebildet. In beiden Fällen geht es um die formale Gestaltung sprachlicher Einheiten, um die Formen bei der Verwendung der Sprache. Geht man von der visuellen Gestaltung zum Sprachsystem über, so steht der Graphetik die Graphemik (Graphematik) gegenüber, vergleichbar wie der Phonetik die Phonemik (bedeutungsgleich verstanden mit der Phonologie). Dabei kann man assoziativ die Differenz von -etik und -emik mit der von Physik/Semantik signifiant/signifié oder parole/langue parallelisieren:
| Sprachverwendung (Parole) | Graphetik | Phonetik |
| Sprachsystem (Langue)     | Graphemik | Phonemik |

Der Begriff Graphetik geht auf einen Vorschlag von Hans Peter Althaus zurück.

## Ein Beispiel
Graphetik: Das Graph „s“ kann man als Kleinbuchstaben ebenso wie als Großbuchstaben schreiben, man kann es handschriftlich oder in Druckschrift wiedergeben. Man kann bei den Druckschriften eines der vielen Schriftsysteme wählen, verschiedene Schriftgrößen oder Varianten (fett, kursiv …): jede dieser Formen kann bewusst gewählt und zweckgemäß eingesetzt werden, etwa für Werbezwecke, als Einladung, zur Abfassung eines wissenschaftlichen Beitrags. Immer handelt es sich nur um die Form der Schriftzeichen, nicht um ihre Funktion im Sprachsystem; diese bleibt ja die gleiche.
Graphemik: Nicht mehr nur um die Form, sondern um die bedeutungsunterscheidende Funktion der Schriftzeichen geht es, wenn man das Wort „reisen“ und das Wort „reißen“ miteinander vergleicht. Es handelt sich dann nicht mehr nur um Graphe, sondern um verschiedene Grapheme. In diesem Fall unterscheiden die beiden verschiedenen Grapheme „s“ und „ß“ zwei Wörter voneinander; der Gegensatz beider ist für die Identifizierung bzw. die Unterscheidung der beiden Wörter wichtig.

## Bedeutung der Graphetik
Die Graphetik erarbeitet die Voraussetzungen für einen erfolgreichen Schreib- und Leseunterricht. Sie befasst sich mit den verschiedenen Verschriftungen, wie etwa mit dem Unterschied zwischen Schreib- und Druckschrift, zwischen der normalen Schreibweise und der sog. Kurzschrift (Stenographie). Zu ihrem Gegenständen gehören die vielen verschiedenen Schriften (Times New Roman, Arial …), die man für unterschiedliche Zwecke wählen kann.